# Michael Francis Burbidge
Michael Francis Burbidge (Filadélfia, EUA, 16 de junho de 1957) é um ministro americano e bispo católico romano de Arlington.
Michael Francis Burbidge recebeu o Sacramento da Ordem em 19 de maio de 1984 do Arcebispo de Filadélfia, John Joseph Krol.
Em 21 de junho de 2002, o Papa João Paulo II o nomeou Bispo Titular de Cluain Iraird e o nomeou Bispo Auxiliar de Filadélfia. O Arcebispo de Filadélfia, Anthony Joseph Bevilacqua, concedeu sua consagração episcopal em 5 de setembro do mesmo ano; Os co-consagradores foram o bispo de Allentown, Edward Peter Cullen, e o bispo auxiliar da Filadélfia, Robert Patrick Maginnis.
Em 8 de junho de 2006, o Papa Bento XVI o nomeou ao Bispo de Raleigh. A posse ocorreu em 4 de agosto do mesmo ano.
O Papa Francisco o nomeou Bispo de Arlington em 4 de outubro de 2016. A posse ocorreu em 6 de dezembro de 2016.